# Кирсанов, Александр Трофимович
Александр Трофимович Кирсанов (1880—1941) — русский и советский агрохимик, почвовед, растениевод.

## Биография
Александр Кирсанов родился 15 (27) августа 1880 года в селе Старое Чирково Хвалынского уезда Саратовской губернии в крестьянской семье. В 1896 году поступил в Вольскую учительскую семинарию. После окончания семинарии 4 года преподавал в сельской школе. В 1903 году поступил в Ново-Александрийский институт сельского хозяйства, но спустя два года его исключили за участие в студенческих беспорядках. Кирсанов поехал учиться в Берлин, и в 1907 году окончил там Высшую сельскохозяйственную школу. В 1908 году защитил диплом в Ново-Александрийском институте, получив звание учёного агронома. Работал в институте помощником заведующего опытной фермой. Затем переехал в Санкт-Петербург, где три года проработал на кафедре опытного дела и сельскохозяйственной практики на Каменноостровских высших сельскохозяйственных курсах. В 1913 году переехал в Минск. Стал одним из организаторов Минской болотной станции, первой в стране. До 1925 года руководил этой станцией. С 1918 по 1922 год был профессором Иваново-Вознесенского политехнического института. В 1922—1925 годах — первый ректор Белорусского государственного института сельского и лесного хозяйства.
Два года Кирсанов был в заграничной командировке, затем переехал в Ленинград, где в 1927—1931 годах был руководителем кафедры опытного дела и на протяжении двух лет — ректором Ленинградского сельскохозяйственного института. С 1931 года и до конца жизни заведовал лабораторией Почвенного института им. В.В. Докучаева АН СССР. Скончался 30 октября 1941 года в Ташкенте.
Опубликовал 87 научных работ. Основные темы его публикаций: окультуривание болот, известкование, методы диагностики действия удобрений, анализ действия факторов роста растений, «профильное плодородие».

## Публикации
- План деятельности имения Санкт-Петербургских сельскохозяйственных курсов "Николаевское", как учебного хозяйства / А. Кирсанов. – Луга: Б.М. Нейман, 1912. – 44 с.
- Выведение хороших сортов хлебов / А. Т. Кирсанов. – Санкт-Петербург: Экономия, 1913. – 32 с. – (Народные сельскохозяйственные чтения; № 33).
- «К вопросу опытного изучения болот Полесья в целях культуры». 1914;
- «К вопросу о сложении водного режима на осушаемом торфянике и о влиянии этого режима на развитие растительности». 1915;
- «Культура болот. Введение и систематическое изучение вопросов мелиорации и культуры болот». М. 1918;
- «Изучение болот в целях культуры и познания природы их». 1921;
- Выведение хороших сортов хлебов / А. Т. Кирсанов. – 2-е изд. – Москва: Новая деревня, 1922. – 26 с.
- Земледелие и будущее человечества: (речь при открытии Белорусского государственного института сельского хозяйства 7 ноября 1922 г.) / А. Т. Кирсанов. – Минск: [б. и.], 1923. – 20 с.
- К вопросу о том, как устанавливаются приемы земледелия / А. Т. Кирсанов. – Минск: [б. и.], 1923. – 20 с.
- Натуралистические признаки сельского хозяйства / А. Т. Кирсанов. – Минск: [б. и.], 1924. – 60 с. – (Из: Записки Белорусского государственного института сельского и лесного хозяйства; вып. 3).
- «Изменение торфа как питательной среды под влиянием культуры». 1924.
- Анализ урожайности главнейших культур, испытывавшихся на Минской болотной станции с 1914 года по 1924 год включительно / А. Кирсанов. – Минск: 1 Гостипография, 1925. – 125 с. – (Труды Минской болотной станции; № 9).
- Английский пар / А. Т. Кирсанов. – Минск: [б. и.], 1925. – 40 с. – (Из: Записки Белорусского государственного института сельского и лесного хозяйства; вып. 5).
- Выведение хороших сортов хлебов / А. Т. Кирсанов. – 3-е изд. – Москва: Новая деревня, 1925. – 35 с. – (Библиотека крестьянина).
- Принципы организации и работы опытного дела / А. Т. Кирсанов. – Минск: 1 Гостипография, 1925. – 31 с. – (Из: Записки Белорусского государственного института сельского и лесного хозяйства; вып. 9).
- Донник, как культурное растение в Северо-Американских Соединенных Штатах: (из путевых впечатлений) / А. Т. Кирсанов. – Ленинград: [б. и.], 1927. – 10 с.
- Сравнительное агрономическое почвоведение / А. Т. Кирсанов. – Ленинград: [б. и.], 1927. – 16 с.
- К вопросу об интерпретации вегетационного опыта: (предварительное сообщение) / А. Т. Кирсанов. – Ленинград: [б. и.], 1928. – 18 с.
- Важнейшие моменты практики известкования / А. Т. Кирсанов. – Ленинград: Государственный институт опытной агрономии Н.К.З., 1929. – 60 с.
- Теория Митчерлиха, ее анализ и практическое применение / А. Т. Кирсанов. – Ленинград: [б. и.], 1929. – 167 с.
- Известкование как фактор урожайности / А. Т. Кирсанов. – 2-е изд., перераб. и доп. – Москва; Ленинград: Сельхозгиз, 1930. – 159 с.
- Упрощенное химическое определение потребности почв в фосфорнокислых удобрениях: (предварительное сообщение) / А. Т. Кирсанов. – Ленинград: ВАСХНИЛ, Ленинградское отделение, 1932. – 31 с. – (Бюллетени Ленинградского отделения / Институт удобрений и агропочвоведения; вып. 38).
- Химизация чернозема / А. Т. Кирсанов. – Воронеж: Коммуна, 1933. – 34 с[6].